# Citadela Petersberg
Citadela Petersberg (nemško Zitadelle Petersberg) v Erfurtu v osrednji Nemčiji je ena največjih in najbolje ohranjenih mestnih utrdb v Evropi. Citadela je bila zgrajena na griču Petersberg, v severozahodnem delu starega mestnega jedra od leta 1665, ko je Erfurt upravljal volilni knez Mainza. Obdana je z več kot dvema kilometroma kamnitih zidov in ima površino 36 hektarov.
Erfurtu so vladali tudi Švedska, Prusija, Napoleon, Nemško cesarstvo, nacisti in sovjetske okupacijske sile po drugi svetovni vojni, bil pa je del Nemške demokratične republike (Vzhodna Nemčija). Vsi ti režimi so uporabljali citadelo Petersberg in vplivali na njen razvoj. Baročna trdnjava je bila v vojaški uporabi do leta 1963. Od ponovne združitve Nemčije leta 1990 je bila citadela precej obnovljena in je zdaj odprta za javnost kot zgodovinsko mesto. Njen labirint podzemnih prehodov je prav tako odprt za obiskovalce in trdnjavska pekarna (1832) spet deluje.
Trdnjava je znana tudi po francoskem imenu Citadelle Petersberg, saj so bile francoske čete tam nameščene od leta 1806 do 1814, ko je bil Erfurt pod Napoleonovo okupacijo. Napoleon je večkrat obiskal Erfurt in citadela se je med njegovo vladavino še naprej razvijala, čeprav so bili njeni deli poškodovani v bitki leta 1813.
Citadela je bila zgrajena na mestu srednjeveškega benediktinskega samostana, najzgodnejši deli kompleksa pa so iz 12. stoletja.
Stavba nekdanje spodnje vojašnice (nemško Untere Kaserne) se zdaj uporablja za namestitev in upravljanje arhivov Agencije Stasi Records.
Citadela Cyriaksburg je manjša trdnjava jugozahodno od mestnega središča Erfurta, ki izvira iz leta 1480. Zdaj je dom nemškega vrtnarskega muzeja.[8] V Napoleonovem obdobju je bil zgrajen skriti jarek, ki je povezoval obe citadeli. Ostanke te povezave je še danes mogoče videti v citadeli Cyriaksburg.

## Zgodovina

### Ozadje
Citadela Petersberg je prepletena z zgodovino Erfurta. Mesto je bilo prvič omenjeno leta 742 v pismu svetega Bonifacija papežu Zahariji, ko je bila ustanovljena katoliška škofija Erfurt. Bilo je del Svetega rimskega cesarstva in je bilo leta 755 vključeno v škofijo Mainz. Najzgodnejša arheološka najdba iz srednjega veka na griču Petersberg je kovanec iz okoli leta 850, iz časa Lotarja I., svetega rimskega cesarja od 817 do 855. Najden je bil v grobu, v ustih pokojnika.
Najstarejša ohranjena stavba v citadeli jePeterskirche (cerkev sv. Petra), ki je bila del benediktinskega samostana sv. Petra in Pavla, po katerem je hrib, nato pa citadela, dobila ime. Prvi zabeleženi dokazi o samostanu so iz leta 1060, vendar je morda obstajal precej časa pred tem. Prvotna stavba je pogorela leta 1080, vendar je bila obnovljena od 1103 do 1147 in cerkev sv. Petra je iz tega drugega obdobja. Leta 1184 se je v tej stavbi zgodila katastrofa Erfurtska latrina, kjer je srečanje plemičev iz vsega Svetega rimskega cesarstva padlo skozi tla v latrine, pri čemer se jih je najmanj 60 utopilo.
Mesto se je v 12. stoletju postopoma osamosvajalo, leta 1217 pa je postalo popolnoma neodvisno z ustanovitvijo lastnega mestnega sveta. Od leta 1066 do 1873 je bilo staro mesto Erfurt obdano z utrjenim obzidjem. Približno leta 1168 so ga razširili, da je potekalo okoli zahodne strani griča Petersberg in ga zaprlo znotraj meja mesta. Približno leta 1625 je mestni svet dal okrepiti mestno obzidje pri Petersbergu z izgradnjo velikega roga in dveh bastijonov. To sta bastijona z imenom Gabriel in Mihael. Med tridesetletno vojno (1618–1648) so Erfurt od leta 1631 zasedle švedske sile. Švedski kralj Gustav II. Adolf je upal, da bo zgradil trdnjavo na griču Petersberg, vendar je leta 1632 umrl in načrti se niso nikoli uresničili. Vendar pa so Švedi leta 1643 okrepili obstoječi bastijon Gabriel. Leta 1664 je mesto in okolico osvojil volilni knez Mainza. 1. junija 1665 je bil položen temeljni kamen citadele Petersberg.

### Stavbe v citadeli
Formalna prva faza gradnje je trajala od leta 1665 do 1707 po naročilu Johanna Philippa von Schönborna (1605–1673), nadškofa volilnega kneza Mainza in škofa Würzburga in Wormsa, da se zgradi citadela. Von Schönborn je pred kratkim osvojil Erfurt in želel zgraditi trdnjavo, da bi pokazal svojo moč lokalnemu prebivalstvu, da bi zatrl kakršne koli ideje o uporu.
Načrt, ki ga je erfurtski arhitekt Caspar Vogel (okoli 1660–1663) ustvaril za švedskega kralja Gustava II. Adolfa, je služil kot osnovni model za citadelo, na delo pa je močno vplival Antonio Petrini (okoli 1620–1701) arhitekt cesarskega dvora v Mainzu. To je vključevalo gradnjo obzidja, bastijonov, revelinov, imenovanih Anselm in Lotha, glavna vrata (Peterstor) in poveljniško stavbo, tri vojašnice, ki so med najstarejšimi ohranjenimi vojašnicami v Nemčiji in predore znotraj obzidja, imenovane Horchgänge, kar pomeni »hodniki za poslušanje«.
Druga faza gradnje je bila od leta 1707 do 1728 pod vodstvom arhitekta Maximiliana von Welscha (1671–1745), ki ga je leta 1714 Karel VI. za njegove zasluge na področju arhitekture imenoval za cesarskega viteza z nazivom Edler von Welsch. Welsch je dal poseben poudarek na okrepitev obrambe trdnjave in okopov.
Erfurt je leta 1802 postal del Kraljevine Prusije, da bi Prusiji nadomestil njena ozemlja na levem bregu Rena, ki jih je izgubila Francija. Vendar pa je bil 16. oktobra 1806 Erfurt predan francoskim silam v tako imenovani kapitulaciji Erfurta, ki je sledila pruskemu porazu v bitki pri Jeni–Auerstedtu.

### Napoleonsko obdobje (1806–1814)
Francoske čete so bile v Erfurtu nameščene od leta 1806 do 1814, ko je bil Erfurt pod Napoleonovo okupacijo. Napoleon je v mesto prispel 23. junija 1807 in ustanovil kneževino Erfurt, ki ji je sam neposredno vladal.
Napoleon je med francosko okupacijo večkrat obiskal Erfurt. Posebej se je zanimal za Citadelo Petersberg. V Erfurtu je ostal od 27. septembra do 14. oktobra 1808, ko se je srečal z ruskim carjem Aleksandrom I. za kongres v Erfurtu. Voditelja sta med kongresom skupaj obiskala citadelo Petersberg.
V Erfurt je odšel tudi 15. decembra 1812, ko se je vrnil iz Rusije v Francijo, in od 25. do 28. aprila 1813. 21. aprila 1813 je ukazal, naj se utrdba Petersberg okrepi in opremi, da bo lahko podpirala 2000 obleganih mož šest mesecev. Pri projektu so sodelovali francoski vojaki in civilni prebivalci Erfurta, pri čemer je več kot 3000 civilistov delalo na gradnji jarkov, ki obdajajo zunanje zidove. Delo je potekalo podnevi in ponoči, za ogled pa so bile uporabljene goreče bakle. V tem času je bil zgrajen skriti jarek, ki je povezoval utrdbi Petersburg in Cyriaksburg, katerega ostanke je še danes mogoče videti v Cyriaksburgu.
4. novembra 1813 so se pruske, avstrijske in ruske sile približale Erfurtu in poskušale prepričati Francoze, da se predajo in zapustijo citadelo Petersberg. Predaje ni bilo in 6. novembra ob šesti uri zjutraj so na citadelo odprli ogenj. Zagorelo je več objektov, med drugim glavna stražnica, samostansko poslopje in deli cerkve sv. Petra. Uničenih je bilo tudi sto enaindvajset hiš v središču mesta pod citadelo.
Francozi se sicer niso predali, vendar je prišlo do podaljšanega premirja in v začetku januarja 1814 je bilo mesto Erfurt predano Prusom, čeprav so francoske čete ostale v citadelah Petersberg in Cyriaksburg. Ko so Pariz aprila 1814 zavzele zavezniške čete, so Napoleonove čete še vedno ostale v citadeli Petersberg. Šele 5. maja 1814 se je francoski general Alexandre d'Alton predal in citadelo mirno predal Prusom.

### Prusko obdobje (1814–1871)
Ko so Prusi leta 1814 zavzeli citadelo, so začeli novo gradbeno fazo, ki je trajala do leta 1868. Trdnjavo so želeli narediti »odporno na bombe« in odporno na moč najnovejšega orožja. V tem obdobju so zgradili obrambno vojašnico, trdnjavsko pekarno, vodnjake, stranišča in kaponirje. Kaponir je del utrdbe, zgrajen v jarku, ki zagotavlja pokrito obrambo jarka in/ali dostop do zunanjih delov utrdbe.

### Nemško cesarstvo (1871–1918)
Po združitvi Nemčije leta 1871 je Erfurt postal del novonastalega Nemškega cesarstva. Nevarnosti za mesto s strani saških sosedov in Bavarske ni bilo več, zato so se odločili, da se mestno obzidje poruši. Danes je ostalo le nekaj ostankov.
Junija 1873 je cesar Viljem I. ukazal podreti citadeli Petersberg in Cyriaksburg, vendar zaradi pomanjkanja sredstev to večinoma ni bilo storjeno. Odstranjena sta bila dva revelina (Peter in Wilhelm) ter rogovi ob obzidju. Zgrajena je bila dovozna cesta, Luneta I je bila porušena, Luneta II in revelin Gabriel pa znižana. Z ruševinami so zasuli jarke.
Pred prvo svetovno vojno se je znova pojavilo zanimanje za strateško vojaško lokacijo citadele Petersberg. Med leti 1912 in 1914 so bile zgrajene nove zgradbe, kot so delavnice, skladišča, vojašnice in vojaški zapor.

### Po prvi svetovni vojni
Trdnjava je ostala pomemben garnizijski položaj do konca vojne leta 1918. Po prvi svetovni vojni je zaradi Versajske pogodbe leta 1919 prišlo do postopne opustitve vojaških objektov v obdobju Weimarske republike. Petersberg je bil uporabljen za vrtove in za civilno policijo, ki je imela na tem mestu center za pridržanje, garaže, delavnice in trgovine.

### Obdobje nacizma (1933–1945)
Ko so leta 1933 na oblast prišli nacisti, so citadelo ponovno uporabili za vojaške namene. Zgradili so topovske kazemate in od leta 1935 so bile v njih enote divizijske vojske, enote rezervne vojske in okrožni vojaški naborni urad.
Tudi od leta 1935 so nacisti dele citadele uporabljali kot zapor za internacijo svojih političnih sovražnikov, kot so komunisti in sindikalisti. Zadrževali so jih v policijskem centru za pridržanje, ki je bil prvotno zgrajen za namestitev do 60 zapornikov, toda na vrhuncu je bilo v objektu natlačenih 241 internirancev. Številni interniranci so bili neposredno iz citadele Petersberg poslani v koncentracijska taborišča. Nekatere so nacisti umorili na sami citadeli. Nacisti so imeli na citadeli tudi vojaško sodišče za obravnavo ljudi, kot so dezerterji, ki je sojenim lahko izreklo smrtno kazen, včasih pa so te ljudi takoj usmrtili na citadeli. Danes je na tem mestu spomenik tistim, ki so jih nacisti trpinčili.
Nastalo je nekaj vojne škode, vključno z Leonhardskirche (cerkev sv. Leonarda) iz 12. stoletja, ki je bila v zračnem napadu popolnoma uničena. Cerkev je bila spremenjena v topniško skladišče.

### Po drugi svetovni vojni
Ob koncu druge svetovne vojne so Erfurt aprila 1945 osvobodile ameriške sile in ga 3. julija 1945 predale sovjetski upravi, kot je bilo dogovorjeno na konferenci v Jalti, ki je potekala februarja 1945. Leta 1944 je bilo v obrambni vojašnici ustanovljeno prehodno taborišče za razseljene osebe, ki je po vojni nadaljevalo z delovanjem pod okupacijsko sovjetsko upravo.
Leta 1949 je sovjetsko okupacijsko območje postalo Nemška demokratična republika (Vzhodna Nemčija). Od leta 1947 se je citadela Peterberg uporabljala predvsem za civilne namene, vojašnice pa je uporabljala civilna policija. Od leta 1956 do 1963 je vzhodnonemška vojska (nemško Nationale Volksarmee) uporabljala citadelo in njene vojašnice, nato pa so se preselili v nove objekte na obrobju mesta. Po tem sta bila glavna uporabnika mesta policija za skladiščenje opreme in vrtnarsko društvo. Stasi, katerega sedež v zaporu in okrožju je bil tik pod citadelo, je imel do leta 1990 na tem mestu skladišča in delavnice za svoj vozni park. Preostali del citadele je bil neizkoriščen in rastlinam je bilo dovoljeno ponovno naravno zrasti.

### Obnova
Po ponovni združitvi Nemčije leta 1990 se je začel obsežen projekt obnove citadele. To je največji tovrstni projekt, ki se ga je lotil mestni svet Erfurta in ga financirajo mestni svet ter dežela Turingija in nemška zvezna vlada. Za določen čas je bilo zaposlenih več kot 300 ljudi. Večina stavb, dodanih od leta 1868, je bila odstranjena, večina starejših stavb, vključno s cerkvijo sv. Petra iz 12. stoletja, je bila obnovljena ali stabilizirana, jarki so bili očiščeni, zidovi in bastijoni popravljeni, horchgänge (hodiki za poslušanje) so bili očiščeni in 1832 kurjena na drva trdnjavska pekarna je ponovno začela delovati. Od januarja 2018 obnova še vedno poteka.

## Glavne stavbe in strukture

### Obzidje
Citadelo obdaja 2180 metrov kamnitih zidov, ki so bili postavljeni v prvi gradbeni fazi, ki se je začela leta 1665. Tvorijo zvezdasti tloris citadele, sestavljen iz osmih bastijonov in štirih revelinov in so visoki med 1,2 in 6 metrov debeli in visoki od 8 do 26 metrov. V obzidje so vgrajeni majhni razgledni stolpi. Zdaj obstajajo samo trije revelini, saj je bil revelin Wilhelm odstranjen v 19. stoletju.
Znotraj obzidja so tuneli, ki se v nemščini imenujejo Horchgänge, kar pomeni »prehodi za poslušanje«. V času, ko je bila citadela prvič zgrajena, onstran obzidja ni bilo jarkov, zato so bili Horchgänge zgrajeni tako, da so lahko vojaki hodili skozenj in prisluhnili vsem, ki bi poskušali tunelirati v trdnjavo. 

### Vrata in poveljniška stavba (Peterstor & Kommandantenhaus)
Peterstor, glavni vhod v citadelo, je bil zgrajen od leta 1666 do 1668. Zasnoval ga je Antonio Petrini in nosi grb Johanna Philippa von Schönborna (1605–1673), nadškofa volilnega kneza Mainza. Leta 1993 sta bili v dvoločnem vhodu rekonstruirani dve leseni veži. Napis nad prehodom, ki se glasi »Citadelle Petersberg«, je bil nameščen leta 1861.
Komandantsko poslopje je leta 1669 zgradila italijanska gradbena ekipa. Od leta 1939 do 1945 so ga nacisti uporabljali kot vojaško sodišče. Leta 1998 je bilo obnovljeno in ga zdaj uporablja Tanztenne Petersberg, plesna šola za tradicionalni turinški ljudski ples.

### Cerkev sv. Petra
Peterskirche, 75 metrov dolga samostanska cerkev, je bila zgrajena med letoma 1103 in 1147. Prvotno je imela dva stolpa na vzhodnem koncu, ki sta skupaj s stolpoma Erfurtske stolnice in cerkve sv. Ksaverija dominirala nad mestnim obrisom. Do konca 13. stoletja so v cerkvi pogosto sodili cesarji Svetega rimskega cesarstva in nemški kralji. Tam so potekale tudi cerkvene sinode. Novembra 1181 je v cerkvi potekal cesarski zbor, ki mu je predsedoval cesar Svetega rimskega cesarstva Friderik I., znan kot Barbarossa. Tam se je Barbarossov bratranec Henrik Lev podredil cesarjevi oblasti po nekaj letih nasprotovanja in vojne ter odstopil večino svojih dežel.
Med tridesetletno vojno (1618–1648) so Erfurt od leta 1631 zasedle čete Gustava II. Adolfa Švedskega. Leta 1632 so Švedi samostan za kratek čas razpustili in ga leta 1633 začasno spremenili v protestantski samostan. Po okupaciji so ostali samo trije menihi. Cerkev je bila poškodovana, zakladi in zaloge samostana pa izropani. Poškodbe na cerkvi so bile popravljene v prvi in drugi gradbeni fazi citadele, v letih 1672 in 1727. Leta 1765 so njeno notranjščino barokizirali italijanski štukaterji.
Leta 1803 je bil samostan sekulariziran. 6. novembra 1813 so pruske čete bombardirale francosko okupirano citadelo in večji del je zajel požar, vključno s cerkvijo in samostanskimi stavbami. Samostanske stavbe, razen cerkve, so pozneje popolnoma odstranile pruske sile, ki so zavzele citadelo maja 1814. Od leta 1820 so preostalo cerkev uporabljali kot skladišče za moko in vojaške zaloge. Stolpe so razstavili, zgradili novo streho in v notranjosti zgradili tri skladiščne nivoje. Kljub tem spremembam ima stavba še vedno sledi srednjeveških in baročnih arhitekturnih detajlov, kiparstva in barv, še vedno pa je mogoče ceniti monumentalno velikost stavbe.
Cerkev se od leta 1993 uporablja kot razstavišče mednarodne konkretne umetnosti, torej umetnosti, ki daje velik poudarek geometrijski abstrakciji. To nima nobene zveze z betonom, gradbenim materialom.

### Obrambna vojašnica (Defensionkaserne)
Obrambno vojašnico, daleč največjo stavbo v citadeli Petersberg, je med letoma 1828 in 1831 zgradila pruska uprava na mestu nekdanje samostanske stavbe, ki jo je leta 1813 poškodoval požar in je bila kasneje porušena.
Stavba je dolga 167 metrov in široka 18,8 metra. Zunanji zidovi so debeli do 2 metra. Sprejela je lahko približno 500 vojakov in je bila zgrajena predvsem kot topniški položaj za oviranje sovražnikovega dostopa do zgornjega platoja citadele s severa. Po združitvi Nemčije leta 1871 je bila stavba namenjena predvsem bivanju vojakov in skladišču. V letih 1912–1913 so jo predelali in razširili z neobaročno mansardno streho in velikimi mansardami na obeh straneh stavbe. Po tem je takrat lahko sprejela 750 vojakov.
Po koncu prve svetovne vojne leta 1918 je zaradi versajske pogodbe leta 1919 prišlo do postopnega upada uporabe vojaških objektov v Nemčiji. Vojašnica je bila uporabljena kot stanovanjska stavba in prostor za civilno policijo in Freikorps Thüringen, enoto civilne milice.
Med ponovnim oboroževanjem vojske v nacističnem obdobju je prišlo do ponovne vojaške uporabe citadele Petersberg. Od leta 1936 do 1938 je bil del vojašnice namenjen namestitvi novo ustanovljenega motoriziranega pehotnega polka št. 71, od leta 1938 do 1939 pa kot sedež upravnih uradov vojske. Leta 1944 je bilo v Obrambni vojašnici ustanovljeno prehodno taborišče za razseljene osebe, ki ga je po vojni nadaljevala okupacijska sovjetska uprava.
Ko je bila leta 1949 ustanovljena Nemška demokratična republika (Vzhodna Nemčija), je citadelo spet začela uporabljati vojska. V obrambni vojašnici je bila nastanjena policijska šola, Kasernierte Volkspolizei (predhodnica Nationale Volksarmee - NVA), po letu 1956 pa novoustanovljena NVA. Po letu 1963 je citadela postala last mesta Erfurt, obrambna vojašnica pa je bila uporabljena za skladišče. Od leta 2000 je prazna in potekajo razprave o tem, kako jo bodo na koncu obnovili in uporabili. 

### Vojašnica A (Kaserne A)
Vojašnica A je bila zgrajena leta 1675. 94 metrov dolga stavba je terasa štirih hiš z ločenimi vhodi in osrednjim portalom, ki omogoča dostop do zadnjega dvorišča. Kot vojašnica je služila do konca 1. svetovne vojne leta 1918, nato pa je bila namenjena civilnim stanovanjem. Od leta 1935 do 1945 je bilo v njem Wehrbezirkskommando (štab okrožnega vojaškega poveljstva). Od leta 1945 je bil dom za ostarele. Stavba je bila obnovljena med letoma 2000–2001 in zdaj je v njej mešanica zasebnih stanovanj in pisarn.

### Spodnja vojašnica (Untere Kaserne)
Spodnja vojašnica je bila zgrajena ok.1690. Zdaj ima sedež Agencija Stasi Records Agency, uradno Bundesbeauftragt für die Stasi-Unterlagen (BStU). Vsak tretji četrtek v mesecu ponuja razstave in javna vodenja v nemščini. BStU ima v Nemčiji 15 takih regionalnih arhivov.

### Topniška vojašnica (Artilleriekaserne)
Topniška vojašnica je bila zgrajena med letoma 1679 in 1681. Leta 1825 so stavbi prizidali stranski trakt. V vojaški uporabi je bila do leta 1964, ko je bilo v njej vojaško poveljstvo. Obnovljena je bila 1990–1993. V stavbi so zdaj upravni uradi Turinškega oddelka za spomeniško varstvo in arheologijo (Thüringische Landesamt für Denkmalpflege und Archäologie, TLDA).

### Stanovanje narednika vzdrževalca (Schirrmeisterei)
Stanovanje podnarednika je bilo zgrajeno leta 1530 kot del samostana sv. Petra in Pavla. Od leta 1665, ko je območje prevzela vojska, se je uporabljalo kot Marketenderei. Sutler je bil trgovec, ki je spremljal vojsko, da bi vojakom prodajal živež. Po letu 1820 je postalo kmečko dvorišče za prusko garnizijo.

### Cerkev sv. Leonarda (Leonhardskirche)
Ni natančno znano, kdaj je bila zgrajena Leonhardskirche, vendar je bila prvič omenjena leta 1185. Prvotno je bila v romanskem slogu, ko pa je mesto postalo trdnjava, so bila okna spremenjena in stavba je postala topniška trgovina. Uničena je bila v zračnem napadu druge svetovne vojne. V zgodnjih 1990-ih so bili izkopani temelji in jih je mogoče videti danes.

## Galerija
- Tloris citadele Petersberg, 2009
- Nekdanja Spodnja vojašnica, zdaj arhiv Stasi, zgrajena okoli leta 1690
- Topniška vojašnica, zgrajena 1679–1681
- Stanovanje narednika vzdrževalca, zgrajeno 1530
- Predori, citadela Petersberg
- Pogled iz zraka na citadelo Petersberg, 2007
- Razgledna točka, citadela Petersberg
- Sprehajališče po obzidju, citadela Petersberg, maj 2015
- Pogled na Erfurtsko stolnico in Ksaverijevo cerkev s citadele Petersberg
- Pogled na staro mestno jedro Erfurta s citadele Petersberg, 2014
- Cerkev svetega Petra in obrambna vojašnica
- Revelin Peter, zgrajen 1708, in dostopni most, citadela Petersberg, 2014
- Bastijon Martin, citadela Petersberg, zgrajena 1667-68,,
- Trdnjava, citadela Petersberg, zgrajena 1832
- Rekonstrukcija pruskih vojakov, ki uporabljajo topove v citadeli Petersberg, 2007
- Temelji Leonhardskirche